# Claire de Duras
Claire de Duras, geboren als Claire-Rose-Louise-Bonne de Kersaint, (Brest, 23 maart 1777 – Nice, 16 januari 1828) was een Franse schrijfster en salonnière die voornamelijk bekend is van haar werk Ourika.

## Biografie

### Vroege jaren
Claire de Kersaint was de dochter van de Graaf de Kersaint, een admiraal in de Koninklijke marine en haar moeder was de uit Martinique afkomstige creoolse Claire d'Eragny. Ze was het enige kind van het echtpaar. Vanaf twaalfjarige leeftijd kreeg ze haar scholing aan het Klooster van Pentemont in Parijs. In 1792 scheidden haar ouders. In de nasleep van de executie van koning Lodewijk XVI van Frankrijk kwam ook haar vader onder de guillotine terecht, aangezien hij niet voor de executie van de koning had gestemd.
Kersaint bezocht samen met haar moeder Philadelphia en ze reisden vervolgens af naar Martinique. Hier nam zij de leiding over hun financiële zaken en wist ze een deel van het fortuin van haar moeder te redden. Uiteindelijk belandde ze samen met haar moeder in 1795 in Londen, waar ze onderdeel werden van de Franse emigrés. Twee jaar later huwde Kersaint met de Franse emigrant Amédée-Bretagne-Malo de Durfort, de hertog van Duras. Met hem kreeg ze twee dochters: Felicie (1798) en Clara (1799).

### De salon van Duras
In 1805 reisde Duras af naar Zwitserland en maakte daar kennis met Rosalie de Constant met wie ze bevriend zou blijven. Drie jaar later keerde ze samen met haar echtgenoot terug naar Frankrijk en kochten ze het kasteel van Ussé aan. Na de Restauratie verhuisde het gezin naar het Louvre, omdat de hertog van Duras de nieuwe kamerheer van Lodewijk XVIII werd. In deze tijd organiseerde ze haar eigen literaire salon, die onder meer werd bezocht door Charles-Maurice de Talleyrand, Wilhelm von Humboldt, Charles de Rémusat en François René de Chateaubriand. Hoogleraar Doris Y. Kadish noemde Duras "de vrouw achter de schermen" voor Chateaubriands politieke carrière.
Pas omstreeks 1821 zou Duras beginnen met het opschrijven van de verhalen die ze aan haar vrienden vertelde in de salons. Tot aan 1822 zou ze vijf verschillende romans schrijven, waarvan er slechts drie gepubliceerd zijn. Ourika was het eerste boek, dat uitkwam in 1823, Edouard volgde een jaar later en Olivier ou le Secret zou pas in 1971 gepubliceerd worden. Ze stopte waarschijnlijk met schrijven toen Henri de Latouche een losbandige parodie schreef op Olivier en deed voorkomen als zijn eigen werk. Duras overleed in januari 1828 in Nice, waar ze op dat moment verbleef voor haar gezondheid.

## Ourika
Een van de verhalen die Duras vertelde in haar salon was dat van het Senegalese meisje Ourika die door een Franse aristocratische familie was gered van de slavernij en wier leven met privileges haar niet beschermde tegen racisme. Door de populariteit van het verhaal in de salon besloot Duras om het op te schrijven. Het boek werd aanvankelijk anoniem gepubliceerd, maar groeide uit tot een nationale obsessie. Ourika verzette zich tegen de heersende opvatting dat slavernij iets natuurlijks was en veroordeelde het als een slecht instituut. Ook was de roman indertijd uniek omdat het een zwarte vrouw als verteller had.